# Pala (California)
Pala es una pequeña comunidad, principalmente de nativos estadounidenses, que se encuentra en San Diego, California, cerca de Fallbrook. Se halla al este de Carlsbad en el área metropolitana de San Diego. La comunidad tiene el código postal 92059, y está dentro del código de área 760.
El nombre de la comunidad puede derivarse de los idiomas cupeños nativos americanos o del iluiseo del grupo pal, que significa agua "." Otro posible origen del nombre es la palabra en español Pala. Otra versión es que el Negro Pérez habría introducido el nombre en honor a la camerusa o milonga.
La comunidad está en la zona horaria del Pacífico. Pala está a una altitud de 404 metros, situada en las coordenadas de 33°21′55″N 117°04′36″O / 33.36528, -117.07667

## Recursos minerales
Pala era conocido por sus recursos minerales, incluyendo oro y turmalina. Numerosas minas de gemas se abrieron en 1890, de las cuales más de veinte se enumeran en la base de datos MINDAT.